# Liste der Monuments historiques in Vigneulles-lès-Hattonchâtel
Die Liste der Monuments historiques in Vigneulles-lès-Hattonchâtel führt die Monuments historiques in der französischen Gemeinde Vigneulles-lès-Hattonchâtel auf.

## Liste der Immobilien
| Bezeichnung                 | Beschreibung | Standort                                  | Kennzeichnung | Schutzstatus | Datum | Bild           |
| --------------------------- | --- | ----------------------------------------- | ------------- | ------------ | ----- | -------------- |
| Stiftskirche St-Maur        | mit Kreuzgang; aus dem 14. Jahrhundert | Hattonchâtel, rue Miss Skinner (Lage)     | PA00106673    | Classé       | 1908  | weitere Bilder |
| Maison de la Voûte          | ab dem 12. Jahrhundert | Hattonchâtel, 5B rue Miss Skinner (Lage)  | PA00106676    | Classé       | 1990  | weitere Bilder |
| Kirche St-Pierre-et-St-Paul | mit Friedhof; ab dem späten 12. Jahrhundert | Creuë, 2 rue la Chalaide (Lage)           | PA00132648    | Inscrit      | 1994  | weitere Bilder |
| Château d’Hattonchâtel      | mittelalterliche Burg, 11. Jahrhundert, 1918 zerstört; zwischen 1923 und 1928 rekonstruiert, Architekt Henri Jacquelin; letztes im historistischen Style troubadour erbautes Schloss in Lothringen | Hattonchâtel, rue du Château (Lage)       | PA00106674    | Inscrit      | 1986  | weitere Bilder |
| Maison des Arcades          | aus dem 15. Jahrhundert | Hattonchâtel, place du Grand-Puits (Lage) | PA00106675    | Inscrit      | 1986  | weitere Bilder |

## Liste der Objekte
| Bezeichnung                               | Beschreibung | Standort                                                              | Kennzeichnung | Schutzstatus | Datum | Bild           |
| ----------------------------------------- | --- | --------------------------------------------------------------------- | ------------- | ------------ | ----- | -------------- |
| Pietà                                     | Stein, farbig gefasst, 16. Jahrhundert | Creuë, in der Kirche St-Pierre-et-St-Paul (Lage)                      | PM55001769    | Inscrit      | 1991  |                |
| Kelch (1)                                 | Silber, vergoldet, um 1765 | Viéville-sous-les-Côtes, in der Kirche Assomption-de-la-Vierge (Lage) | PM55000720    | Classé       | 1988  |                |
| Monstranz (1)                             | Silber, vergoldet, Glas, 19. Jahrhundert | Vigneulles-lès-Hattonchâtel, in der Kirche St-Rémi (Lage)             | PM55002627    | Inscrit      | 2009  |                |
| Monstranz (2)                             | Silber, vergoldet, zweite Hälfte des 19. Jahrhunderts                                                                                                 | Creuë, in der Kirche St-Pierre-et-St-Paul (Lage)                      | PM55001120    | Classé       | 1994  |                |
| Skulptur Christus in der Rast             | Kopf fehlt; Stein, 16. Jahrhundert | Hattonchâtel, in der Kirche St-Maur (Lage)                            | PM55001900    | Inscrit      | 1991  |                |
| Ziborium                                  | Silber, vergoldet, erste Hälfte des 19. Jahrhunderts, von Thomas-Joseph Armand-Calliat; im Centre départemental d’art sacré in Saint-Mihiel deponiert | Creuë, in der Kirche St-Pierre-et-St-Paul (Lage)                      | PM55001767    | Inscrit      | 1991  |                |
| Kanzel                                    | Holz | Hattonchâtel, in der Kirche St-Maur (Lage)                            | PM55002746    | Inscrit      |       |                |
| Monstranz (3)                             | Silber, vergoldet, bezeichnet 1754; im Centre départemental d’art sacré in Saint-Mihiel deponiert                                                     | Creuë, in der Kirche St-Pierre-et-St-Paul (Lage)                      | PM55001381    | Classé       | 2005  |                |
| Kreuzigungsretabel                        | Stein, farbig gefasst, 16. Jahrhundert, von Ligier Richier                                                                                            | Hattonchâtel, in der Kirche St-Maur (Lage)                            | PM55000721    | Classé       | 1908  |                |
| Passionsretabel                           | Stein, 13. Jahrhundert | Hattonchâtel, in der Kirche St-Maur (Lage)                            | PM55000723    | Classé       | 1907  |                |
| Grabstein für Regnier de Creuë            | Kalkstein, bezeichnet 1506 | Creuë, in der Kirche St-Pierre-et-St-Paul (Lage)                      | PM55001229    | Classé       | 1995  |                |
| Weihrauchfass (1)                         | Silber, erste Hälfte des 19. Jahrhunderts | Vigneulles-lès-Hattonchâtel, in der Kirche St-Rémi (Lage)             | PM55002626    | Inscrit      | 2007  |                |
| Kredenz                                   | Holz, vergoldet, Marmor, 18. Jahrhundert; aus dem Kloster Saint-Benoît-en-Woëvre                                                                      | Billy-sous-les-Côtes, in der Kirche St-Hubert (Lage)                  | PM55002278    | Inscrit      | 1996  |                |
| Hauptaltar                                | Altartisch, Retabel und Tabernakel; Holz, farbig gefasst, 17. und 19. Jahrhundert; zugehörig PM55000725                                               | Viéville-sous-les-Côtes, in der Kirche Assomption-de-la-Vierge (Lage) | PM55000726    | Classé       | 1981  |                |
| Skulptur Madonna mit Kind (1)             | Holz, farbig gefasst, 18. Jahrhundert | Viéville-sous-les-Côtes, in der Kirche Assomption-de-la-Vierge (Lage) | PM55000725    | Classé       | 1971  |                |
| Epitaph der Familie Laumosnier Faillonnet | Kalkstein, bezeichnet 1564 | Hattonchâtel, in der Kirche St-Maur (Lage)                            | PM55001118    | Classé       | 1993  |                |
| Grabstein für Jean Lequeu                 | Kalkstein, bezeichnet 1537 | Hattonchâtel, in der Kirche St-Maur (Lage)                            | PM55001901    | Inscrit      | 1991  |                |
| Kelch (2)                                 | Silber, vergoldet, Email, 1899 von François Frédéric Désir                                                                                            | Creuë, in der Kirche St-Pierre-et-St-Paul (Lage)                      | PM55001770    | Inscrit      | 2004  |                |
| Skulptur Madonna mit Kind (2)             | Kalkstein, farbig gefasst und vergoldet, 15. Jahrhundert                                                                                              | Viéville-sous-les-Côtes, in der Kirche Assomption-de-la-Vierge (Lage) | PM55002669    | Inscrit      | 1981  |                |
| Skulptur Madonna mit Kind                 | Stein, farbig gefasst, zweite Hälfte des 15. Jahrhunderts                                                                                             | Hattonchâtel, in der Kirche St-Maur (Lage)                            | PM55001119    | Classé       | 1993  |                |
| Kelch (3)                                 | Silber, Kupfer, versilbert, 18. Jahrhundert | Creuë, in der Kirche St-Pierre-et-St-Paul (Lage)                      | PM55001228    | Classé       | 1995  |                |
| Armreliquiar des heiligen Maurus          | Silber, bezeichnet 1464 | Hattonchâtel, in der Kirche St-Maur (Lage)                            | PM55000722    | Classé       | 1901  | weitere Bilder |
| Drei Heiligenskulpturen                   | Stein, 15. und 16. Jahrhundert; im Ersten Weltkrieg stark beschädigt                                                                                  | Hattonchâtel, in der Kirche St-Maur (Lage)                            | PM55000724    | Classé       | 1907  |                |
| Kelch (4)                                 | Silber, 18. Jahrhundert | Hattonchâtel, in der Kirche St-Maur (Lage)                            | PM55000877    | Classé       | 1991  |                |
| Weihrauchfass (2)                         | Silber, erste Hälfte des 19. Jahrhunderts; im Centre départemental d’art sacré in Saint-Mihiel deponiert                                              | Creuë, in der Kirche St-Pierre-et-St-Paul (Lage)                      | PM55001768    | Inscrit      | 1991  |                |